# Кордон між Україною та Європейським Союзом
Кордон між Україною та Європейським Союзом — це 1257 км кордону, що розмежовує сусідні території, над якими здійснюється суверенітет України та держав-членів Європейського Союзу, а саме Польщі (526 км), Словаччини (97 км), Угорщини (103 км) та Румунії (531 км).